# Saint-Thomas-de-Cherbourg
Saint-Thomas-de-Cherbourg était une municipalité du Bas-Saint-Laurent au Québec dans l'Est du Canada. Le village ne devint municipalité que le 1er mai 1954 bien que les premiers colons étaient déjà arrivés depuis plus de dix ans et fut fermé en 1970. Le territoire du village fait aujourd'hui partie du territoire de la municipalité des Méchins avec lequel le territoire ne fut fusionné que le 27 novembre 1982, dans la municipalité régionale de comté de La Matanie.

## Géographie

### Situation
Saint-Thomas-de-Cherbourg est situé sur un plateau fortement raviné au pied des monts Chic-Chocs sur le versant sud du fleuve Saint-Laurent à 460 km au nord-est de Québec et à 260 km à l'ouest de Gaspé. L'ancienne municipalité est située dans l'arrière-pays de la Matanie, à 15 km  à l'est de Saint-Jean-de-Cherbourg et 13 km à l'ouest de l'ancienne municipalité de Saint-Paulin-Dalibaire.

### Territoire
Le territoire de la municipalité est situé partiellement dans les cantons de Cherbourg et de Dalibaire. Dans le canton de Dalibaire, le territoire comprend 133 lots situés dans les rangs V à XI alors qu'il comprend 159 lots situés dans les rangs IV à XII dans le canton de Cherbourg pour un total de 28 593 acres. 

### Transports
Le territoire de Saint-Thomas-de-Cherbourg n'est traversé par aucune route provinciale. Le territoire était et est toujours desservi seulement par des chemins en gravier.

## Histoire

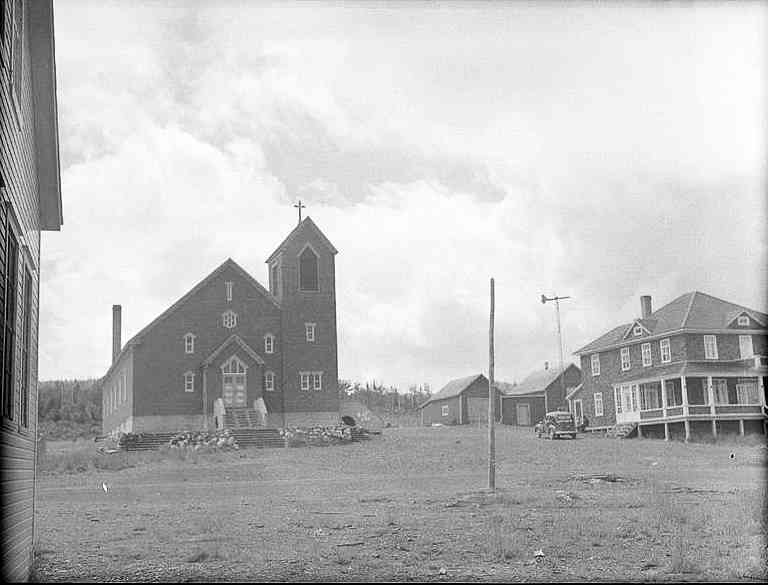
L'église de Saint-Thomas-de-Cherbourg en 1945

Les premiers défrichements sur le territoire de Saint-Thomas furent effectués en 1934. Bien que l'érection canonique de la paroisse de catholique n'eut lieu que le 19 décembre 1946, l'église paroissiale fut construite en 1941 sur le lot 58 du rang VII du canton de Cherbourg. La nouvelle paroisse catholique a été constitué par des détachements des paroisses de Saint-Édouard-des-Méchins et des Saints-Sept-Frères-de-Grosses-Roches. L'abbé Alfred Morin qui desservait la paroisse de Grosses-Roches fut le premier prêtre à desservir la mission de Saint-Thomas, l'abbé Camille Lachance fut par la suite le premier prêtre résident et l'abbé Joseph Lévesque fut le premier curé en titre de la paroisse.
Le village est érigé officiellement en municipalité le 1er mai 1954.
Une vingtaine d'années après la fondation de la colonie, au-delà d'une cinquantaine de familles ont quitté le territoire en laissant bon nombre de terres à l'abandon. Ces terres abandonnées occasionnent alors plusieurs problèmes aux résidents, entre autres certains arrondissements scolaires ne comptent plus assez d'élèves.
La caisse populaire locale est dissoute le 11 juin 1968 après avoir desservi la population durant 24 ans.
En octobre 1969, une majorité de chefs de famille remettent une demande de fermeture de la paroisse et de relocalisation à l'Office de développement de l'Est du Québec.
La municipalité de Saint-Thomas-de-Cherbourg ainsi que la municipalité de Saint-Paulin-Dalibaire, un autre village fermé en 1970, fusionnent avec la municipalité des Méchins le 27 novembre 1982.

## Économie
Le principal moteur économique de la municipalité était l'industrie forestière, le trois quarts des familles tiraient principalement leurs revenus des chantiers forestiers. En 1957, les deux seules industries implantées dans la municipalité sont deux scieries qui débitent annuellement aux environs de 800 000 pieds mesure de planche (PMP), le quart de la production est utilisé par les résidents alors que les trois-quarts sont vendus à l'extérieur.
En 1957, un total de 120 000 cordes de bois avaient été officiellement rapportés par affidavits comme coupées sur les lots occupés de la municipalité alors que le bureau du district de Rimouski estimait à environ 240 000 cordes de bois la quantité réelle coupée par les colons. Les coupes ayant été faites à l'époque sans plan d'aménagement et une partie de la forêt ayant été ravagée par des épidémies d'insectes et des incendies, la situation était alors qualifiée d'alarmante, la plupart des lots n'étaient plus capables de fournir assez de manières ligneuses pour le bois de construction.
Quant à l'agriculture, elle joue un rôle de second plan pour les familles de colons, en effet aucune famille ne vivait principalement des revenus de la ferme en 1957. En 1956, une surface d'environ 1000 acres était en labours en bon état, une surface d'environ 600 acres était en labours au travers de souches et environ 1250 acres étaient des anciennes cultures à l'abandon.

## Administration

### Représentations politiques
Au provincial, le territoire de la municipalité faisait partie de la circonscription de Matane alors qu'au fédéral la municipalité a fait partie de la circonscription de Matapédia—Matane jusqu'en 1966, puis de la circonscription de Matane de 1966 à 1976 et encore une fois de la circonscription de Matapédia—Matane après 1976.

## Démographie
| 1956 | 1961 | 1966 | 1971 | 1976 | 1981 |
| ---- | ---- | ---- | ---- | ---- | ---- |
| 979  | 881  | 535  | 103  | 0    | 0    |